# Monte Mangengenge
O monte Mangengenge ou Mangengengé é uma montanha na República Democrática do Congo, situada a sudeste de Quinxassa, a cerca de 10 km a sul do Aeroporto Internacional N'djili. Integra a cordilheira dos Montes de Cristal e tem 718 m de altitude no topo. É visível de muito longe, da estrada que sai da cidade de Quinxassa em direção a leste, graças aos grandes beirais brancos próximos ao seu cume. Do alto do monte vê-se a capital do país e o lago Malebo.
O seu nome provém da palavra "kongenge" da língua lingala, que significa "brilhante". A montanha também é conhecida como Mabangu ou Manguele.. Em homenagem ao primeiro europeu a subir até ao topo, o dr. Carl Anton Mense, a montanha também foi chamada pic Mense, nome que manteve durante quase um século e que se encontra em algumas cartas mais antigas.
A montanha provavelmente se formou a partir de processos de soerguimento tectônico e erosão diferencial. Tal como outros montes da área, o Mangengenge pode ser um inselberg — uma colina isolada ou monte que resistiu à erosão enquanto o terreno ao redor foi mais desgastado ao longo do tempo. Geologicamente, a montanha representa um ponto de interesse como testemunho da longa história geotectónica regional. Ecologicamente, abriga vegetação típica de savana e de floresta seca, sendo importante para a biodiversidade local.
O Bispo de Quinxassa Frédéric Etsou-Nzabi-Bamungwabi teve em 1992 a iniciativa de tornar o monte como lugar de peregrinação espiritual católica. O local tem desde então atraído muitos milhões de peregrinos.. Para chegar à primeira estação, a que aqueles que estão familiarizados com esta aventura vulgarmente chamam "a primeira cruz", no sopé Mangengenge, o peregrino precisa de transportar uma bengala para apoiar a sua caminhada. A distância entre o ponto de autocarro, na Estrada Nacional n.º 1, e o sopé da montanha é bastante longo, cobrindo um troço de aproximadamente 8 km. Esta rota parece muito difícil para os peregrinos, especialmente porque está coberta de areia, o que aquece os pés sob o sol escaldante. Não é de estranhar que alguns peregrinos arrastem os pés durante as caminhadas, sobrecarregados por grandes mochilas carregadas de provisões. Também não é de estranhar ver outros peregrinos a continuar a caminhada de meias ou descalços.

## Galeria

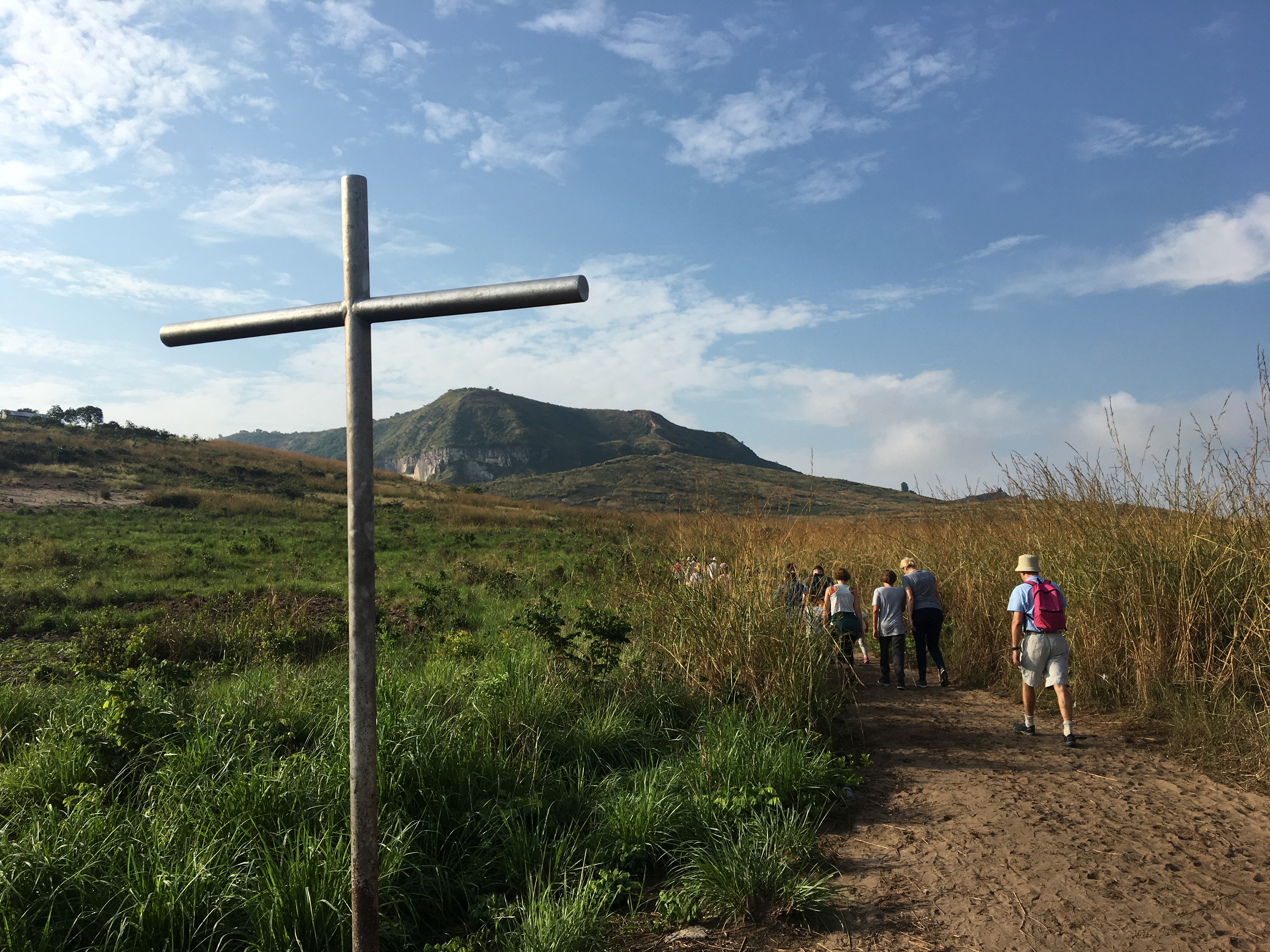
Primeira estação da via sacra da peregrinação.
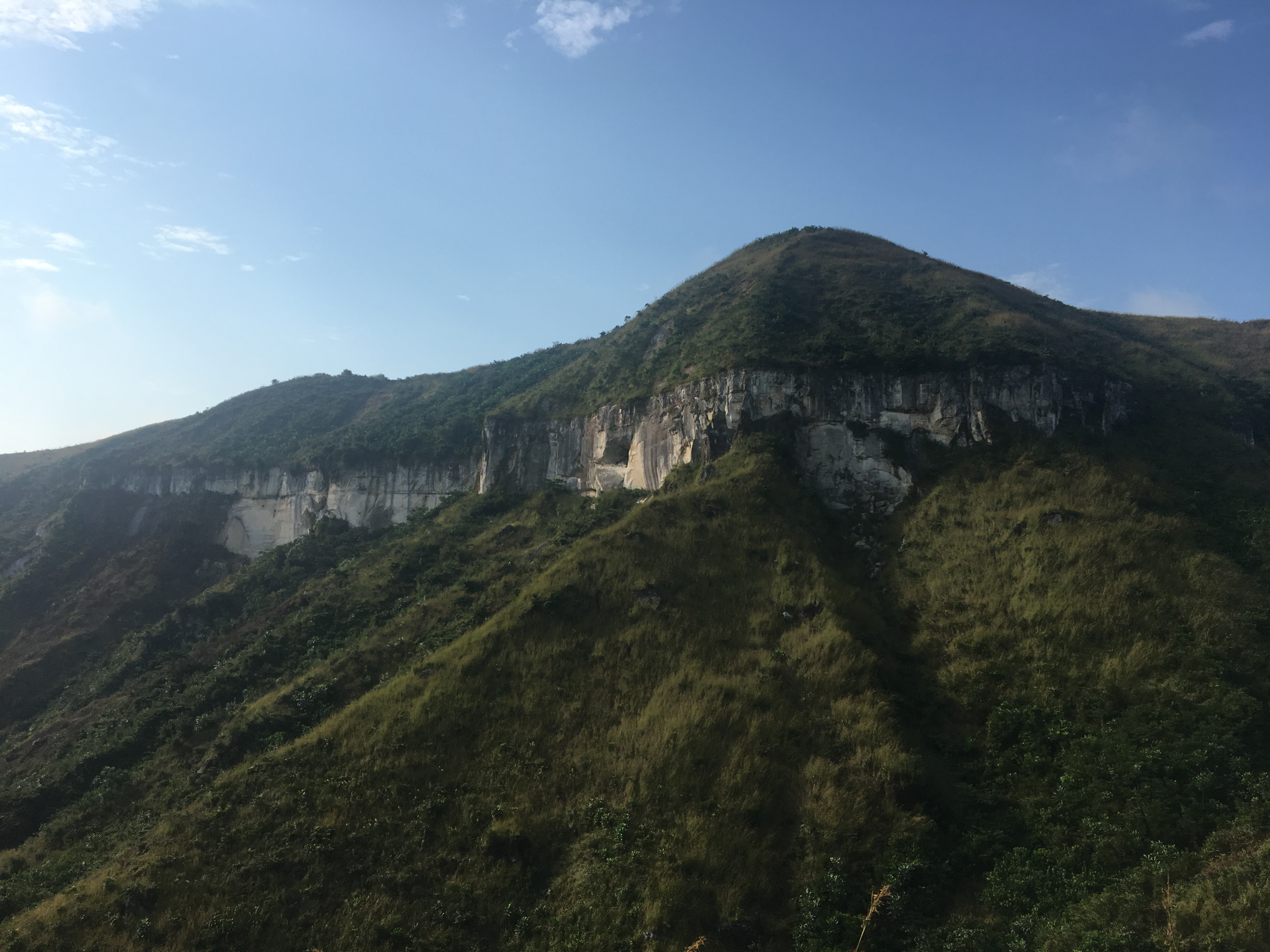
Vista para o topo
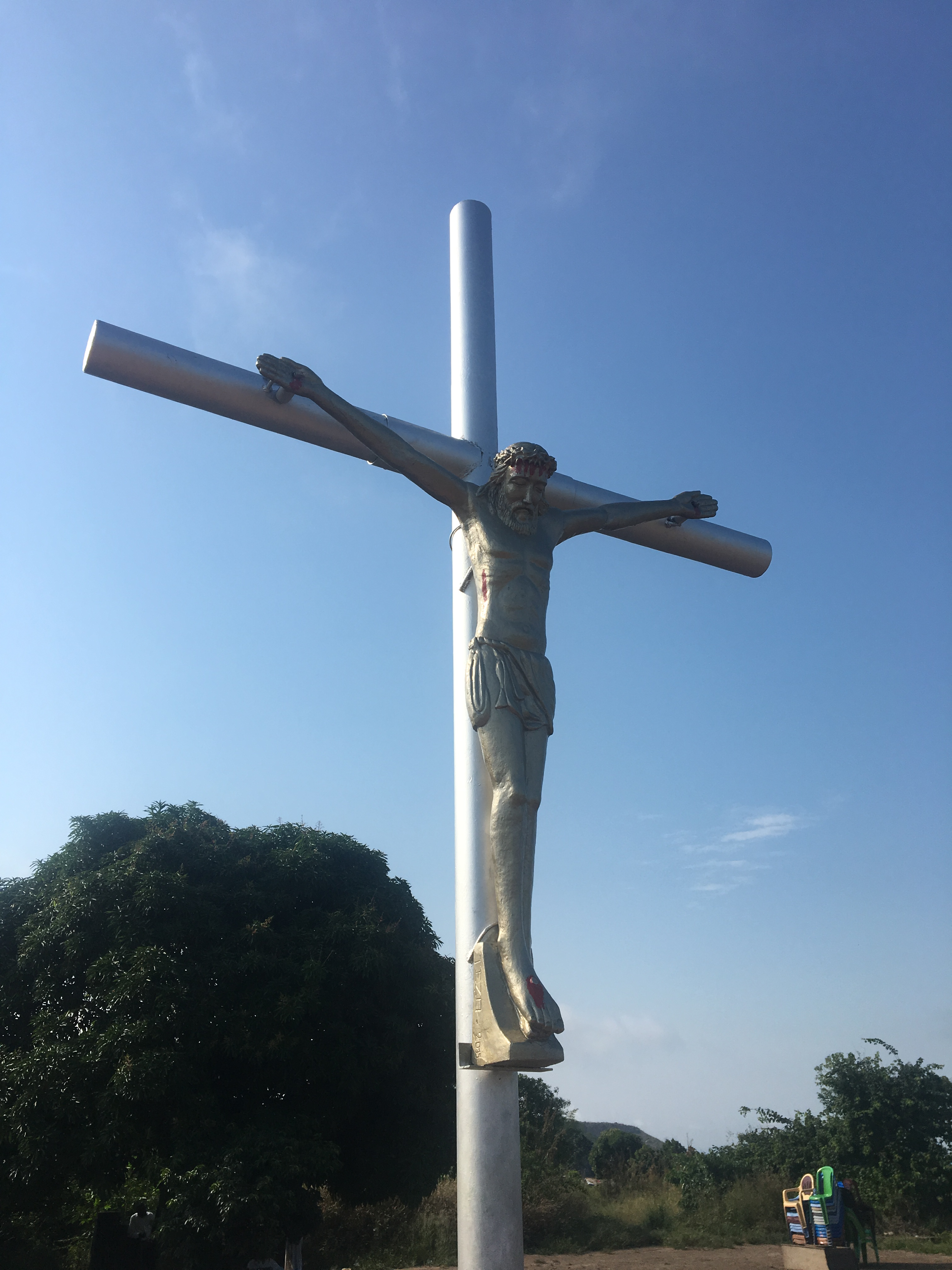
Cruz no topo, em 2019.
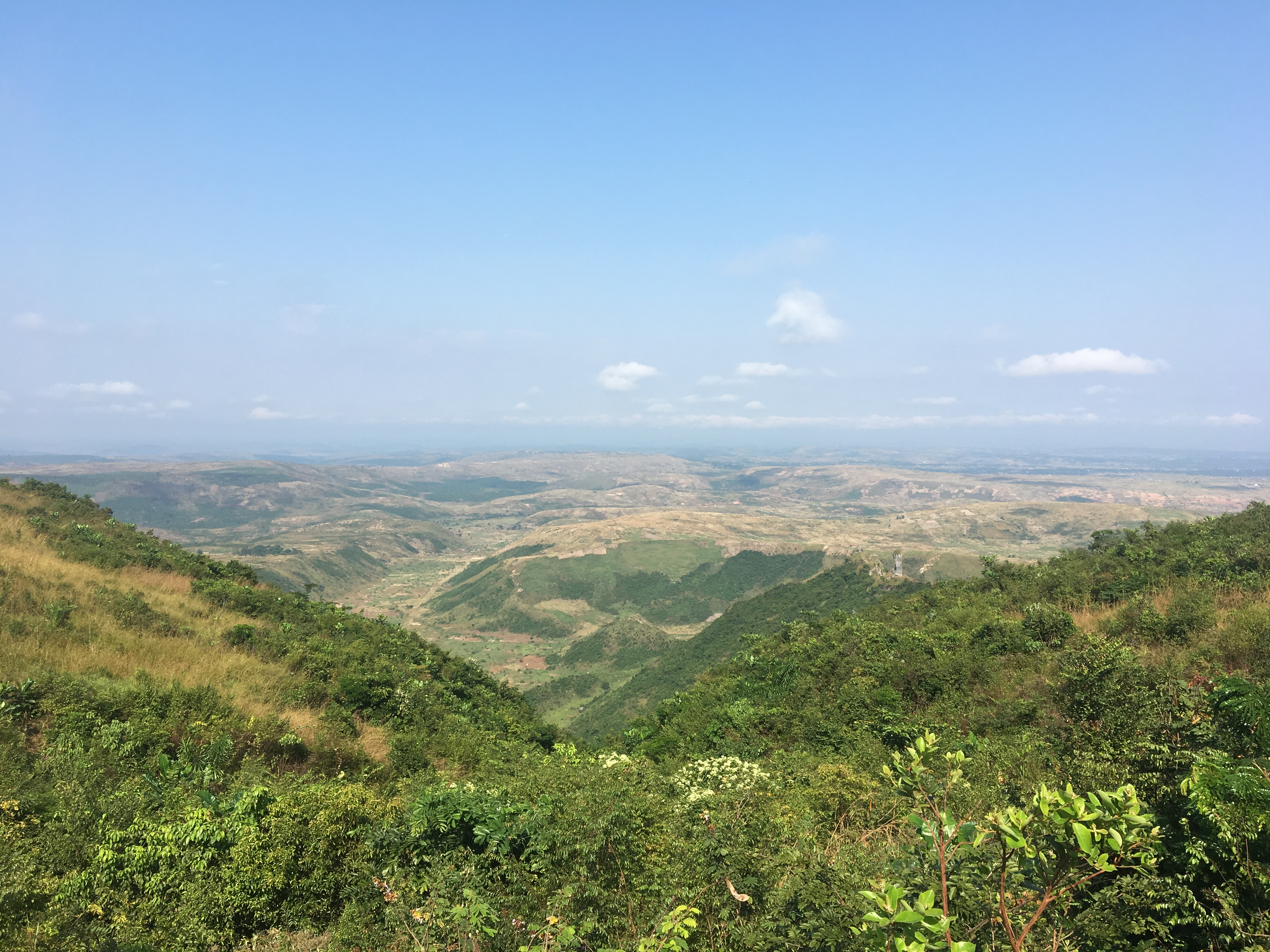
Vista do topo.